# Ulf Lindström (författare)
Ulf Lindström, född 17 augusti 1960 i Borås, är en svensk författare.

## Biografi
Lindström debuterade i antologin Novella -83 (1983) och kom 1985 med den egna novellsamlingen Soldimma. Efter många års frånvaro av boksläpp utkom 2011 En god man. För denna tilldelades Lindström  Tidningen Vi:s litteraturpris 2011. Juryns motivering löd: ”Med mästerlig stilistisk precision, utmanande etiska frågeställningar och överraskande humor ställer Ulf Lindström den svenske samtidsmannen inför rätta i ett mörkt och skoningslöst småstadsdrama om makt och våld som utövas långt utanför kriminalgenrens gängse gränser.” Uppföljaren, Jobs Bok, utkom i januari 2013 och trilogins avslutande del, Rädda barn utkom året efter. Huvudperson i  böckerna är Boråsadvokaten Andreas Falck och berättelserna utspelar sig i Boråstrakten. Efter en tids tystnad påbörjade Lindström en ny spänningstrilogi med Varberg som huvudmiljö. Första boken i serien, Det nionde livet, utkom 2020. Del två, Det sista ordet, utkom 2022. Den avslutande delen i Varbergstrilogin, Den tredje kvinnan, utkom 2023.
Han är far till skådespelaren Linnéa Lindström.

## Priser och utmärkelser
- 1985 – Borås Tidnings Kulturstipendium
- 2011 – Tidningen Vi:s litteraturpris

### Fotnoter
1. ↑  ”Ulf Lindström”. Wahlström & Widstrand. Arkiverad från originalet den 12 september 2011. https://web.archive.org/web/20110912103128/http://www.wwd.se/Forfattare/Forfattarpresentationssida/?personId=35330. Läst 11 juni 2012.
2. ↑  ”Ulf Lindström får Vi:s litteraturpris”. Vi. Arkiverad från originalet den 18 april 2013. https://archive.is/20130418133132/http://www.vi-tidningen.se/ulf-lindstrom-far-vis-litteraturpris/. Läst 11 juni 2012.
3. ↑  Sennerteg, Niclas (10 juni 2022). ”Ulf Lindströms ger ut ny kriminalroman om Varberg”. Borås Tidning. https://www.bt.se/kultur/ulf-lindstroms-ger-ut-ny-kriminalroman-om-varberg-9d674196/. Läst 7 oktober 2022.
4. ↑  Håkan Persson (15 september 2023). ”Boråsförfattaren Ulf Lindströms nya deckare kan vara hans sista”. Borås Tidning. https://www.bt.se/kultur/ulf-lindstroms-nya-deckare-kan-vara-hans-sista/. Läst 29 september 2023.
5. ↑  ”Han drömmer om ett liv på scen”. Borås Tidning. 22 december 2014. https://www.bt.se/kulturnoje/han-drommer-om-ett-liv-pa-scen/. Läst 13 april 2023.